# Arie Mout
Arie Mout ('s-Gravenhage, 17 september 1900 - aldaar, 14 september 1978) was een Nederlands jurist, kunstminnaar en auteur. Na het Gymnasium Haganum volgde hij een rechtenstudie in Leiden. Hij vestigde zich als advocaat in Den Haag. Zijn culturele belangstelling ging vooral uit naar het toneel en de hegeliaanse filosofie. 

## Uitingsvrijheid
Op literair gebied verdedigde Arie Mout zowel de schrijver Willem Frederik Hermans als de schrijver-uitgever Johan van Keulen. Hermans verdedigde hij in het proces dat tegen hem werd aangespannen op grond van vermeende belediging van de katholieke bevolkingsgroep in de roman Ik heb altijd gelijk. Dat proces eindigde in een vrijspraak. Hermans droeg zijn verhaal Een landingspoging op Newfoundland aan Arie Mout op.
Johan van Keulen schreef onder het pseudoniem Han B. Aalberse De liefde van Bob en Daphne dat werd gepubliceerd in 1955. Dit boek was aanleiding voor een proces over het erotische karakter van de roman en de vrijheid die de schrijver zich daarbij had gepermitteerd. Arie Mout was door zijn grote belezenheid in staat de beschuldiging van "aanstotelijkheid voor de eerbaarheid" met verwijzingen naar de internationale literatuur uit verleden en heden te weerleggen. 

## Criticus en schrijver
In de Haagse culturele wereld had hij onder meer contact met de schilder Isaac Israëls, die een portret van hem schilderde, en de literatoren Jan Campert, Jacques Bloem, Anthonie Donker, Pierre H. Dubois en Victor E. van Vriesland.
Hij schreef kritieken en artikelen over literatuur, toneel en kunstenaars in onder andere De Groene Amsterdammer, de Nieuwe Rotterdamsche Courant en Het Vaderland. Onder het pseudoniem Mr Charlotte van IJsselmonde publiceerde hij een bundel verhalen uit zijn advocatenpraktijk en bespiegelingen over de rechtspraak, getiteld Clementie, edelachtbare (Daamen, Den Haag 1954) en onder eigen naam de roman Het theater van Houtkamp (Bert Bakker, Den Haag 1956).

## Bestuurder
Op bestuurlijk gebied was hij actief bij de Amsterdamse Toneelschool, Maatschappij der Nederlandse Letterkunde, Jan Campertstichting, Haags Letterkundig Genootschap,  Holland Festival en de Bolland-Stichting.

## Privé
Mout trouwde met Maria Helena van Tooren (1901-1992); uit dit huwelijk werd onder anderen prof. dr. M.E.H.N. Mout geboren.
- Biografisch Portaal: 20979548
- Digitale Bibliotheek voor de Nederlandse Letteren: mout001
- International Standard Name Identifier: 0000 0003 9403 6030
- Nederlandse Thesaurus van Auteursnamen: 070362467
- Virtual International Authority File: 288480130
- WorldCat: E39PBJtMjBxMGYhC4gxgCB8pyd